# 헤수스 이사기레
헤수스 이사기레 고에나(스페인어: Jesús Izaguirre Goena; 1906년 4월 13일, 바스크 주 톨로사 ~ 1992년 6월 8일)는 스페인의 전 펠로타 선수 겸 축구 선수로, 현역 시절 골키퍼로 활약했다.
그는 1920년대 후반과 1930년대 초반 레알 소시에다드의 골문을 지켰다.

## 클럽 경력
헤수스 이사기레는 1925년부터 1931년까지 레알 소시에다드의 수문장이었다. 레알 소시에다드 역사상 두 번째로 위대한 골키퍼로 손꼽히는 그는 1925년에 아구스틴 에이사기레의 바통을 이어받아 골문을 지켰다.
레알 소시에다드 소속으로, 이사기레는 6년을 보내며 총 157경기에 출전했다. 1927년, 도노스티아 연고 구단은 이웃 레알 우니온을 따돌리고 기푸스코아 선수권 대회를 우승했다. 이후 소속 구단은 1928-29 시즌에도 정상을 차지했다.
1928년, 레알 소시에다드는 코파 델 레이 결승에 진출하는 성과를 냈다. 결승전에서 도노스티아는 바르셀로나와 두 차례나 되는 재경기까지 가는 혈전을 펼쳤지만 우승하지는 못하였다. 이사기레는 이 세 결승전 경기에 모두 출전했다. 그의 분전에도 불구하고 그는 소속 구단이 2차 재경기에서 1-3으로 패하는 것을 막을 수 없었다. 그는 그 해 성과에 힘입어 암스테르담에서 열린 1928년 올림픽에 스페인 선수단으로 참가했다.
1929년 2월 10일, 이사기레는 아틀레틱 빌바오를 상대로 레알 소시에다드의 사상 첫 라 리가 경기에 출전했다. 이후 이사기레는 레알 소시에다드 소속으로 라 리가 세 시즌을 출전했고, 이후 3번째 리그 시즌이 끝나고 구단을 떠났다.
산 세바스티안을 떠난 그는 알라베스로 이적하였고, 1933년에 축구화를 벗었다.

## 국가대표팀 경력
그는 암스테르담에서 열린 1928년 하계 올림픽에 참가했지만, 주전 수문장 호세 마리아 하우레기에 막혀 본선에서 한 경기도 출전하지 못했다.